# カミーノ・アル・タリアメント
カミーノ・アル・タリアメント（伊: Camino al Tagliamento）は、イタリア共和国フリウリ＝ヴェネツィア・ジュリア州ウーディネ県にある、人口約1,500人の基礎自治体（コムーネ）。

## 地理

### 位置・広がり

#### 隣接コムーネ
隣接するコムーネは以下の通り。括弧内のPNはポルデノーネ県所属を示す。
- コドローイポ
- モルサーノ・アル・タリアメント (PN)
- サン・ヴィート・アル・タリアメント (PN)
- ヴァルモ

### 気候分類・地震分類
カミーノ・アル・タリアメントにおけるイタリアの気候分類 (it) および度日は、zona E, 2365 GGである。
また、イタリアの地震リスク階級 (it) では、zona 3 (sismicità bassa) に分類される。

## 行政

### 分離集落
カミーノ・アル・タリアメントには、以下の分離集落（フラツィオーネ）がある。
- Bugnins, Glaunicco, Gorizzo, Pieve di Rosa, San Vidotto, Straccis